# Margherita di Lusignano
Margherita o Maria di Lusignano (1360 circa – 1397) fu contessa consorte di Tripoli, dal 1385 al 1395.

## Biografia

### Infanzia

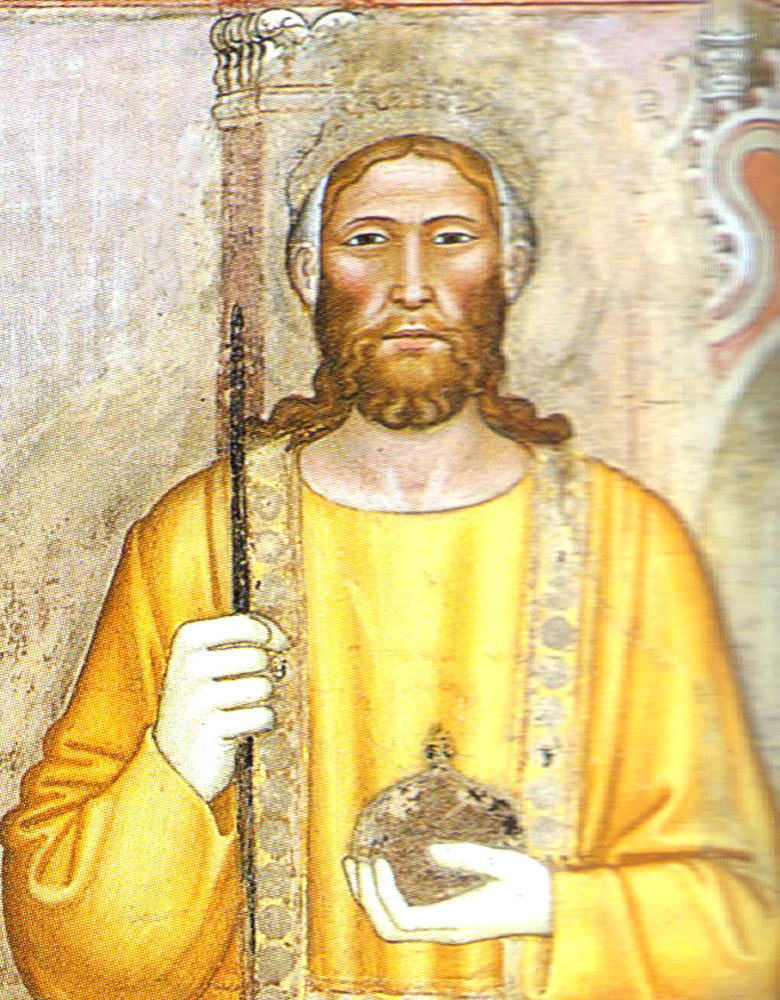
Ritratto di Pietro I di Lusignano di Andrea di Bonaiuto
Affresco del Cappellone degli Spagnoli della Basilica di Santa Maria Novella, Firenze, 1366

Sia secondo Les familles d'outre-mer, che secondo la Chroniques d'Amadi et de Strambaldi. T. 1, Margherita era l'unica figlia femmina del re di Cipro e di Gerusalemme, Pietro I di Cipro (1328–1369) e di Eleonora d'Aragona (1333–1416), che, ancora secondo Les familles d'outre-mer, che ancora secondo Les familles d'outre-mer, era figlia dell'infante Pietro d'Aragona e Angiò (settimo figlio (quarto maschio) del re d'Aragona e di Valencia, Conte di Barcellona e delle altre contee catalane Giacomo II il Giusto e di Bianca di Napoli, figlia del re di Napoli, Carlo lo Zoppo e di Maria D'Ungheria), conte di Ribagorza e di Empúries, Conte di Prades e Signore di Dénia e Gandía e Siniscalco di Catalogna, e di Giovanna di Foix-Béarn (?-ca. 1358), figlia del conte di Foix e visconte di Béarn, Gastone I di Foix-Béarn e di Giovanna d'Artois.

Sia secondo Les familles d'outre-mer, che secondo la Chroniques d'Amadi et de Strambaldi. T. 1, Pietro I di Cipro era il figlio secondogenito del re di Cipro (Ugo III) e di Gerusalemme Ugo IV (1294 – 1359) e di Alice d'Ibelin (1305 c. – 1386), che, ancora secondo Les familles d'outre-mer, che secondo la Chroniques d'Amadi et de Strambaldi. T. 1, era figlia di Guido d'Ibelin, signore del castello di Nicosia, siniscalco di Cipro e della moglie, nonché cugina, Isabella o Margherita d'Ibelin.

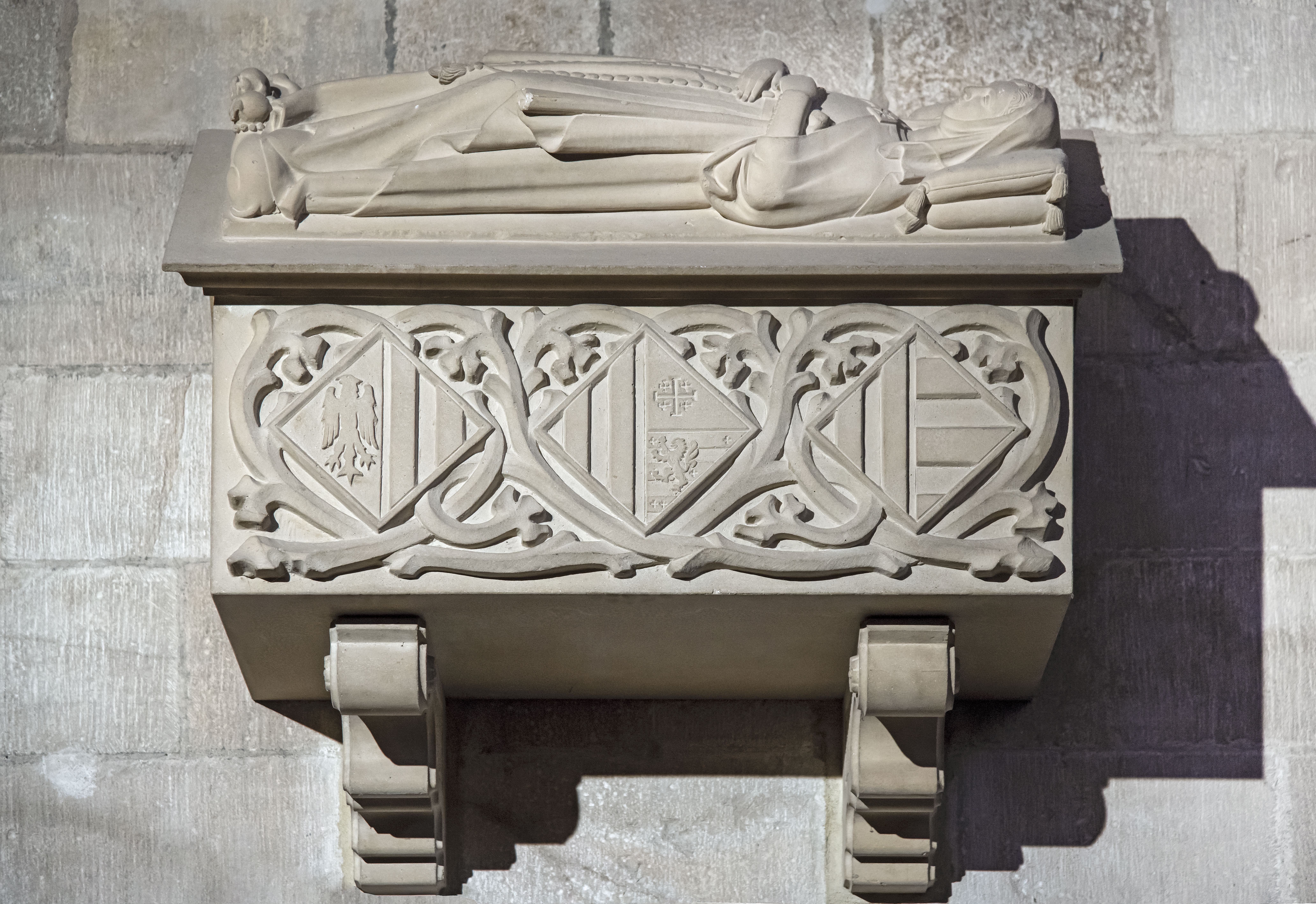
La tomba di Eleonora d'Aragona nella Cattedrale di Barcellona.

Il 17 gennaio 1369, suo padre, Pietro I, fu sorpreso nel letto dell'amante Eschiva di Scandelion dai cavalieri Giovanni di Gaurelle, Enrico di Giblet (Jubail) e Filippo d'Ibelin, che lo ferirono gravemente a colpi di spada, e subito dopo fu decapitato, probabilmente con la complicità dei suoi stessi fratelli Giovanni, principe di Antiochia (c.a 1329 – 1375) e Giacomo, che, pur presenti in casa, non fecero nulla per aiutarlo.

L'omicidio di Pietro viene confermato da Les familles d'outre-mer, e narrato sia dalla Chroniques d'Amadi et de Strambaldi. T. 1 che dalla Chronique de l'Île de Chypre.

A Pietro I succedette suo fratello, Pietro, come Pietro II, sotto la tutela della madre, Eleonora, e la reggenza dello zio, Giovanni.
Nel 1376, il trattato di cooperazione tra il regno di Cipro e la signoria di Milano, portò a un doppio impegno matrimoniale. suo fratello, Pietro II avrebbe sposato Valentina Visconti, mentre Margherita avrebbe dovuto sposare Carlo Visconti, come da documento n° CXXIII dei Documenti diplomatici tratti dagli Archivj Milanesi, Volume 1, datato 4 aprile 1376; sia Carlo che Valentina erano figli di Bernabò Visconti, Signore di Bergamo, Brescia, Cremona, Soncino, Lonato e Valcamonica e, insieme ai fratelli Matteo II e Galeazzo II, co-Signore di Milano, e di Beatrice Regina della Scala; mentre Pietro, due anni dopo sposò Valentina, il matrimonio tra Margherita e Carlo non fu mai celebrato.
Nel 1374, sua madre, Eleonora, e suo fratello, Pietro II, per vendicare l'omicidio di suo padre, Pietro I, tesero un tranello al loro rispettivamente cognato e zio, Giovanni di Lusignano (padre del futuro marito di Margherita), e favorirono il suo assassinio.
Dopo che, nel 1378 a Cipro era arrivata la moglie di Pietro II, Valentina Visconti, iniziarono dissapori e discussioni tra Valentina e sua madre, Eleonora, e, dato che i rapporti tra le due donne erano sempre molto tesi, nel 1380, Pietro II decise di rinviare in Catalogna la madre Eleonora che si imbarcò su una nave inviata dal cugino di Eleonora, re, Pietro IV di Aragona.
Sua madre, Eleonora, anche dalla Catalogna, continuava a interessarsi e intervenire nella vita di Margherita, come ci viene confermato dalla lettera, datata 18 maggio 1383, di suo cugino, il re, Pietro IV di Aragona a papa Urbano VI, in cui chiede di non rilasciare alcuna dispensa matrimoniale per Margherita, senza l'avallo della madre, Eleonora (domina Alienora, Jherusalem et Cipri regina, matre sua, consanguinea nostra).

### Matrimonio
Nel 1385, Margherita (o Maria) sposò il conte di Tripoli, Giacomo di Lusignano (ca 1350 – circa 1395), suo cugino primo, figlio di Giovanni di Lusignano (fratello di suo padre, Pietro I di Cipro) e della sua seconda moglie Alice di Ibelin; secondo Les familles d'outre-mer, l'impegno matrimoniale fu concordato col fratello di Margherita, Pietro II, nel 1382.

## Discendenza
Margherita a Giovanni, secondo Les familles d'outre-mer, diede quattro figli:
- Giovanni[19] († 1428/1432), conte titolare di Tripoli, celibe e senza discendenza[19]
- Pietro[19] († 10 febbraio, 1451), conte titolare di Tripoli, reggente di Cipro, conestabile titolare e siniscalco titolare di Gerusalemme, sposò la cugina, circa 1415, Isabella di Lusignano, principessa di Cipro, figlia di Giacomo I di Cipro e di Helvis o Helisia di Brunswick-Grubenhagen, senza eredi[19] , ed ebbe un figlio illegittimo:
  - Febo di Lusignano, maresciallo d'Armenia titolare e signore titolare di Sidone
- Eleonora[19] († circa 1414), sposa nel 1406 (circa) suo cugino Enrico di Lusignano (m. 1427), principe di Galilea titolare, figlio Giacomo I di Cipro, senza discendenza
- Loysia o Eschiva[19], (probabilmente) sposa dopo il 19 marzo, 1406 suo cugino Eudes di Lusignano (m. Palermo, 1421), siniscalco titolare di Gerusalemme, al servizio del re d'Aragona, figlio di Giacomo I di Cipro, senza discendenza legittima,

## Ascendenza
|                                         |                                       |                                       | Genitori                                |  |  | Nonni |  |  | Bisnonni                     |  |  | Trisnonni            |  |
|                                         |                                       |                                       |                                         |  |  |       |  |  | Guido, connestabile di Cipro |  |  | Ugo III, re di Cipro |  |
|                                         |                                       |                                       |                                         |  |  |       |  |  | Guido, connestabile di Cipro |  |  | Ugo III, re di Cipro |  |
|                                         |                                       | Isabella d'Ibelin                     |                                         |  |  |       |  |  | Guido, connestabile di Cipro |  |  |                      |  |
| Ugo IV, re di Cipro                     |                                       |                                       |                                         |  |  |       |  |  | Guido, connestabile di Cipro |  |  |                      |  |
|                                         |                                       | Eschiva d'Ibelin                      | Giovanni II d'Ibelin, signore di Beirut |  |  |       |  |  |                              |  |  |                      |  |
|                                         |                                       | Eschiva d'Ibelin                      | Giovanni II d'Ibelin, signore di Beirut |  |  |       |  |  |                              |  |  |                      |  |
|                                         |                                       | Eschiva d'Ibelin                      | Alice de la Roche                       |  |  |       |  |  |                              |  |  |                      |  |
| Pietro I, re di Cipro                   |                                       | Eschiva d'Ibelin                      |                                         |  |  |       |  |  |                              |  |  |                      |  |
|                                         |                                       | Guido d'Ibelin, signore di Nicosia    | Baliano d'Ibelin                        |  |  |       |  |  |                              |  |  |                      |  |
|                                         |                                       | Guido d'Ibelin, signore di Nicosia    | Baliano d'Ibelin                        |  |  |       |  |  |                              |  |  |                      |  |
|                                         |                                       | Guido d'Ibelin, signore di Nicosia    | Alice di Lampron                        |  |  |       |  |  |                              |  |  |                      |  |
| Alice d'Ibelin                          |                                       | Guido d'Ibelin, signore di Nicosia    |                                         |  |  |       |  |  |                              |  |  |                      |  |
|                                         |                                       | Isabella d'Ibelin                     | Baldovino d'Ibelin                      |  |  |       |  |  |                              |  |  |                      |  |
|                                         |                                       | Isabella d'Ibelin                     | Baldovino d'Ibelin                      |  |  |       |  |  |                              |  |  |                      |  |
|                                         |                                       | Isabella d'Ibelin                     | Margherita Embriaco di Gibelletto       |  |  |       |  |  |                              |  |  |                      |  |
| Margherita di Lusignano                 |                                       | Isabella d'Ibelin                     |                                         |  |  |       |  |  |                              |  |  |                      |  |
|                                         | Giacomo II, re della Corona d'Aragona | Pietro III, re della Corona d'Aragona |                                         |  |  |       |  |  |                              |  |  |                      |  |
|                                         | Giacomo II, re della Corona d'Aragona | Pietro III, re della Corona d'Aragona |                                         |  |  |       |  |  |                              |  |  |                      |  |
|                                         | Giacomo II, re della Corona d'Aragona | Costanza II, regina di Sicilia        |                                         |  |  |       |  |  |                              |  |  |                      |  |
| Pietro IV d'Aragona, conte di Ribagorza | Giacomo II, re della Corona d'Aragona |                                       |                                         |  |  |       |  |  |                              |  |  |                      |  |
|                                         |                                       | Bianca di Napoli                      | Carlo II, re di Napoli                  |  |  |       |  |  |                              |  |  |                      |  |
|                                         |                                       | Bianca di Napoli                      | Carlo II, re di Napoli                  |  |  |       |  |  |                              |  |  |                      |  |
|                                         |                                       | Bianca di Napoli                      | Maria d'Ungheria                        |  |  |       |  |  |                              |  |  |                      |  |
| Eleonora d'Aragona                      |                                       | Bianca di Napoli                      |                                         |  |  |       |  |  |                              |  |  |                      |  |
|                                         |                                       | Gastone I, conte di Foix              | Ruggero Bernardo III, conte di Foix     |  |  |       |  |  |                              |  |  |                      |  |
|                                         |                                       | Gastone I, conte di Foix              | Ruggero Bernardo III, conte di Foix     |  |  |       |  |  |                              |  |  |                      |  |
|                                         |                                       | Gastone I, conte di Foix              | Margherita, viscontessa di Béarn        |  |  |       |  |  |                              |  |  |                      |  |
| Giovanna di Foix                        |                                       | Gastone I, conte di Foix              |                                         |  |  |       |  |  |                              |  |  |                      |  |
|                                         |                                       | Giovanna d'Artois                     | Filippo d'Artois                        |  |  |       |  |  |                              |  |  |                      |  |
|                                         |                                       | Giovanna d'Artois                     | Filippo d'Artois                        |  |  |       |  |  |                              |  |  |                      |  |
|                                         |                                       | Giovanna d'Artois                     | Bianca di Bretagna                      |  |  |       |  |  |                              |  |  |                      |  |
|                                         |                                       | Giovanna d'Artois                     |                                         |  |  |       |  |  |                              |  |  |                      |  |

### Fonti primarie
- (IT)  Chroniques d'Amadi et de Strambaldi. T. 1.
- (IT)  Chronique de l'Île de Chypre.
- (LA)  Histoire de l'île de Chypre sous le règne des princes de la maison de Lusignan, volume 3.
- (LA)  Documenti diplomatici tratti dagli Archivj Milanesi, Volume 1.

### Letteratura storiografica
- (FR)  Les familles d'outre-mer.